# Cal·lípolis (Sicília)
Cal·lípolis (grec antic: Καλλίπολις, llatí: Callipolis) era una ciutat de l'est de Sicília, d'origen grec, fundada com a colònia de la veïna ciutat de Naxos, i situada entre aquesta ciutat i Messina, segons els Iambes al Rei Nicomedes i Estrabó.
Sembla que va desaparèixer en un període primerenc, ja que l'única notícia de la ciutat la dona Heròdot, i diu que al segle V aC va ser assetjada i conquerida pel tirà de Gela Hipòcrates i és probable que llavors fos destruïda o els seus habitants foragitats, bé pel mateix Hipòcrates o bé pel seu successor Geló I. L'absència del seu nom en les narracions de Tucídides que expliquen l'expedició atenenca a Sicília acabada el 413 aC fan segur que en aquella època ja no existia. Tampoc no l'esmenta Diodor de Sicília, i Estrabó diu que era una de les ciutats de Sicília que havien desaparegut abans del seu temps.